# Flipper (banda)
Flipper é uma banda de punk rock americana formada em São Francisco, Califórnia no ano de 1979, e continuada de maneira irregular até meados da década de 1990, e depois retomada em 2005. A banda influenciou várias bandas de grunge, punk rock e noise rock. Seu estilo de punk mais lento, conduzido pelo baixo e fortemente distorcido, também é considerado um precursor chave para o sludge metal, e influenciou bandas como Melvins e Nirvana, cujo baixista Krist Novoselic tocou com a banda nos anos 2000.

## História

### Primeiros anos (1979-1989)
Flipper foi fundado pelo ex-membro do Sleepers, Ricky Williams (vocal), ex-membro do Rad Command Ted Falconi (guitarra) e ex-membros do Negative Trend Will Shatter (baixo) e Steve DePace (bateria). O membro fundador e vocalista original Williams foi creditado por nomear a banda, mas foi demitido antes de fazer quaisquer gravações. Bruce "Loose" Calderwood substituiu Williams e ele e Shatter passaram a negociar funções vocais e baixos, com ambos trazendo um baixo para o palco. Falconi, um veterano da Guerra do Vietnã, tocou um estilo distorcido de guitarra de forma única.
As primeiras gravações de Flipper apareceram no final de 1979 no EP Underground 7 "lançado no recém-formado Subterranean Records, seguido pelo single" Love Canal"/"Ha Ha Ha "7" em 1980.
Em 1981, o single "Sex Bomb"/"Brainwash" foi lançado, com capas feitas individualmente à mão. O longo lado A tinha letras mínimas como ("She's a sex bomb, my baby, yeah") e a banda ganhou notoriedade na comunidade punk. A formação original lançou seu primeiro álbum, Album – Generic Flipper, pela Subterranean em 1982. Foi gravado por mais de um ano e continha uma nova versão de "Sex Bomb". Foi seguido no final do ano com outro single do Subterranean, "Get Away"/"The Old Lady that Swallowed the Fly".
A banda se apresentou regularmente na área de San Francisco e atraiu muitos seguidores. Simultaneamente, sua abordagem excepcionalmente mais lenta e estridente do punk conseguiu enfurecer outros membros da cena punk local, especialmente com a crescente popularidade do punk hardcore em ritmo mais acelerado. Mark Arm alegou, no documentário American Hardcore de 2006, que o charme de Flipper como banda estava em sua capacidade de perturbar o público, ao mesmo tempo em que atraía sua atenção e curiosidade. Os fãs começaram a pichar com spray "Flipper Rules" (que traduzido significa algo como "Flipper dominam") em vários locais ao redor de São Francisco e eventualmente no mundo.
Em 1983, Flipper apareceu no filme independente de Rick Schmidt, Emerald Cities. Imagens de uma performance ao vivo foram intercaladas ao longo do filme, apresentando três músicas: "One By One", "Get Away" e "Love Canal".
Um álbum de estúdio Subterranean de 1984, Gone Fishin' , apresentou a faixa de abertura "The Lights, the Sound, the Rhythm, the Noise", além de "Survivors of the Plague" e "Sacrifice". A van colorida na capa, junto com figuras representando a banda e seus equipamentos, poderia ser cortada e dobrada. A Subterranean também ofereceu capas extras por meio de uma pequena taxa de pedidos por correspondência.
Também em 1984, a gravadora ROIR lançou o Blow'n Chunks, um documentário ao vivo de uma apresentação do Flipper no CBGB. Ele incluiu material de todas as fases da existência da banda até aquela data. Foi reeditado em CD em 1990. Uma reedição de 2001 incluiu quatro partes das sessões ao vivo.
Flipper intitulou seu álbum duplo ao vivo de 1986, Public Flipper Limited. O álbum se desenrolou em um jogo de tabuleiro com um girador de recorte e cartões de jogo, com Subterranean mais uma vez fornecendo capas extras por correspondência.
A formação original se fragmentou após um período de turnê, e o cantor e membro principal Shatter morreu em 9 de dezembro de 1987 de uma overdose de drogas, depois de formar o A3I. A Subterranean lançou os singles e raridades da banda como uma coleção de 1987, Sex Bomb Baby. A edição em cassete e os relançamentos posteriores do CD apresentaram três faixas bônus.

### Retorno após a morte de Will Shatter (1990-1999)
A banda ressurgiu em 1990 com um novo single no Subterranean, "Some Day"/"Distant Illusion", e começou a se apresentar novamente. O Nürnberg Fish Trials, outro álbum ao vivo, foi lançado em 1991. Essa formação lançou um álbum de estúdio totalmente novo em 1992, American Grafishy, no selo Def American de Rick Rubin, que não foi tão bem recebido quanto seu trabalho anterior. Após o lançamento do álbum, o baixista substituto John Dougherty morreu de overdose de drogas. Em 1993, o membro fundador Ricky Williams também morreu de overdose de heroína. Loose comentou certa vez a SF Weekly sobre a história da banda como "como Spinal Tap, exceto que o baixista continua morrendo".
Rubin também reeditou o Album – Generic Flipper e a compilação de singles Sex Bomb Baby em sua gravadora Infinite Zero. Em 1997, a música de Flipper foi amplamente esgotada, com Rubin mantendo os direitos. Como parte de um acordo legal, a Subterranean recebeu o direito de relançar os discos da banda em vinil nos Estados Unidos.

### Reformas (2002-presente)
Em 2002, Loose (usando uma bengala) retornou para um show único no espaço 924 Gilman Street de Berkeley como "Not Flipper". Ele afirmou que havia mudado seu nome de Bruce Lose para Bruce Loose "porque queria ser menos negativo" (seu nome "Lose" traduzido pode significar "perder").
Os membros originais do Flipper, exceto o falecido Shatter (com Bruno DeSmartass substituindo Shatter novamente, como ele havia feito em uma turnê de 1982), se reuniram para apoiar o CBGB em 22 e 28 de agosto de 2005. Essa formação continuou a se apresentar ao vivo em 2006.
Em dezembro de 2006, o DeSmartass foi substituído por Novoselic (ex-Nirvana) no baixo para uma turnê pelo Reino Unido e Irlanda, além de vários shows nos EUA. A música "Scentless Apprentice", que a banda gravada (sem Novoselic) para um álbum tributo ao Nirvana 2000, foi adicionada ao setlist da banda.
Em 2008, a banda gravou um novo álbum com Novoselic, Em 19 de maio de 2009, Flipper lançou um "álbum gêmeo" com um álbum, intitulado Love, de novo material de estúdio, e um segundo álbum ao vivo, intitulado Fight músicas antigas e novas. Ambos os álbuns foram produzidos pelo produtor de Seattle Jack Endino e foram bem recebidos. Novoselic anunciou sua saída da banda em setembro de 2009 devido a responsabilidades em casa, forçando o cancelamento da turnê. Ele foi substituído por Rachel Thoele, anteriormente de Frightwig, Mudwimin e Van Gough's Daughter.
Vários álbuns do Flipper foram reeditados entre 2008 e 2009 em uma variedade de formatos, Álbum - Generic Flipper, Gone Fishin', Public Flipper Limited e Sex Bomb Baby! foram reeditados em CD pela Water Records nos EUA e pela Domino Recording Company no Reino Unido, e em vinil pela Runt Distribution imprint 4 Men with Beards.
Flipper fez dois shows no Bottom of the Hill, em São Francisco, em 10 e 11 de outubro de 2015, com DeSmartass retornando no baixo e David Yow (ex-Scratch Acid e The Jesus Lizard) nos vocais.
Em 2019, Flipper decidiu tocar algumas datas para comemorar o 40º aniversário da banda. A encarnação da banda em 2019 consiste em Steve DePace, Ted Falconi e David Yow. Sem baixista permanente, a banda procurou os amigos Rachel Thoele, Mike Watt (cuja banda anterior Minutemen tocou com Flipper 36 anos antes) e Krist Novoselic. Suas datas no norte da Califórnia serão com Thoele no baixo e apoiadas por No Parents, Mike Watt & the Secondmen e Qui. Watt substituirá Thoele quando a banda embarcar em sua turnê européia.

## Influência em outros artistas e covers
Kurt Cobain usava uma camiseta do Flipper de fabricação própria, podendo ser vista nas fotos dos folhetos de In Utero, do Nirvana, na primeira apresentação da banda no Saturday Night Live, em 1992, e também no videoclipe de "Come as You Are". Cobain e Novoselic citaram Flipper como uma das influências da banda.
No documentário American Hardcore, Moby afirmou que substituiu nos vocais da banda por dois dias, enquanto o cantor Will Shatter estava na prisão porque "conhecia todas as músicas". A banda negou essa anedota, no entanto.
Eric Avery, do Jane's Addiction, disse que os ritmos de rolagem e riffs repetitivos de Flipper influenciaram o som inicial de sua banda.
Em Get in the Van, seu livro de memórias sobre a cena punk rock dos anos 80, Henry Rollins, da Black Flag, descreveu a experiência do Flipper: "Eles eram apenas pesados. Mais pesados que você. Mais pesados do que qualquer coisa ... Quando eles tocavam, eram incríveis".
A banda R.E.M. fez um cover da música "Sex Bomb" para o lado A de sua edição de 1994 da série Fan Club Singles de 7 polegadas. The Melvins também fizeram covers de várias músicas da banda como "Sacrifice" em seu álbum Lysol;  "Love Canal" e "Someday" em um single de 5 polegadas lançado pela Slap-A-Ham Records; e "Way of the World" na coletânea Singles 1–12.

## Integrantes
| - Ted Falconi – guitarra (1979–presente) - Steve DePace – bateria (1979–presente) - Rachel Thoele – baixo (2009–2015, 2019–presente) | - Will Shatter – vocais, baixo (1979–1987; falecido em 9 de dezembro de 1987) - Ricky Williams – vocais (1979; falecido em 21 de novembro de 1992) - Bruce Loose – vocais (1979–2015), baixo (1979–1990, 1993–2009) - John Dougherty – baixo (1990–1993; falecido em 1993) - Krist Novoselic – baixo (2006–2009) - Bruno DeSmartass – baixo (1983, 2005–2006, 2015) - Mike Watt – baixo (2019) - David Yow – vocais (2015–2019) |

## Discografia

### Álbuns de estúdio
- Album – Generic Flipper (1982, Subterranean Records)
- Gone Fishin' (1984, Subterranean Records)
- American Grafishy (1993, Def American)
- Love (2009, MVD Audio)

### Álbuns ao vivo
- Blow'n Chunks (1984, ROIR)
- Public Flipper Limited Live 1980-1985 (1986, Subterranean Records)
- Nürnberg Fish Trials (1991, Musical Tragedies)
- Live At CBGB's 1983 (1997, Overground)

### Videografia
- Flipper Live: Target Video 1980-81 (2008, Music Video Distributors)